# 大苞石豆兰
大苞石豆兰（学名：Bulbophyllum cylindraceum）为兰科石豆兰属下的一个种。

## 扩展阅读
- 維基物種上的相關：大苞石豆兰